# بندیال جنوبی
بندیال جنوبی (به انگلیسی: Bandial Janubi) یک روستا در پاکستان است که در ناحیه خوشاب واقع شده‌است.